# Наама (затока)
Затока Наама (араб. خليج نعمة‎) — затока у Червоному морі, на південному березі півострова Синай, неподалік від Шарм-еш-Шейху. Затока відома своїм кораловим рифом, який знаходиться в ній. Крім того, Наама є хорошим місцем для дайвінгу. У затоці живуть багато риб, зокрема, Cheilinus undulatus, крилатка смугаста, а також риби-хірурги, риби-метелики та спинорогові риби.
Крім того, затока Наама є популярним місцем для відпочинку туристів.
23 липня 2005 року берег затоки Наама став місцем бомбардування Шарм-еш-Шейху ісламістськими організаціями. 

## Галерея

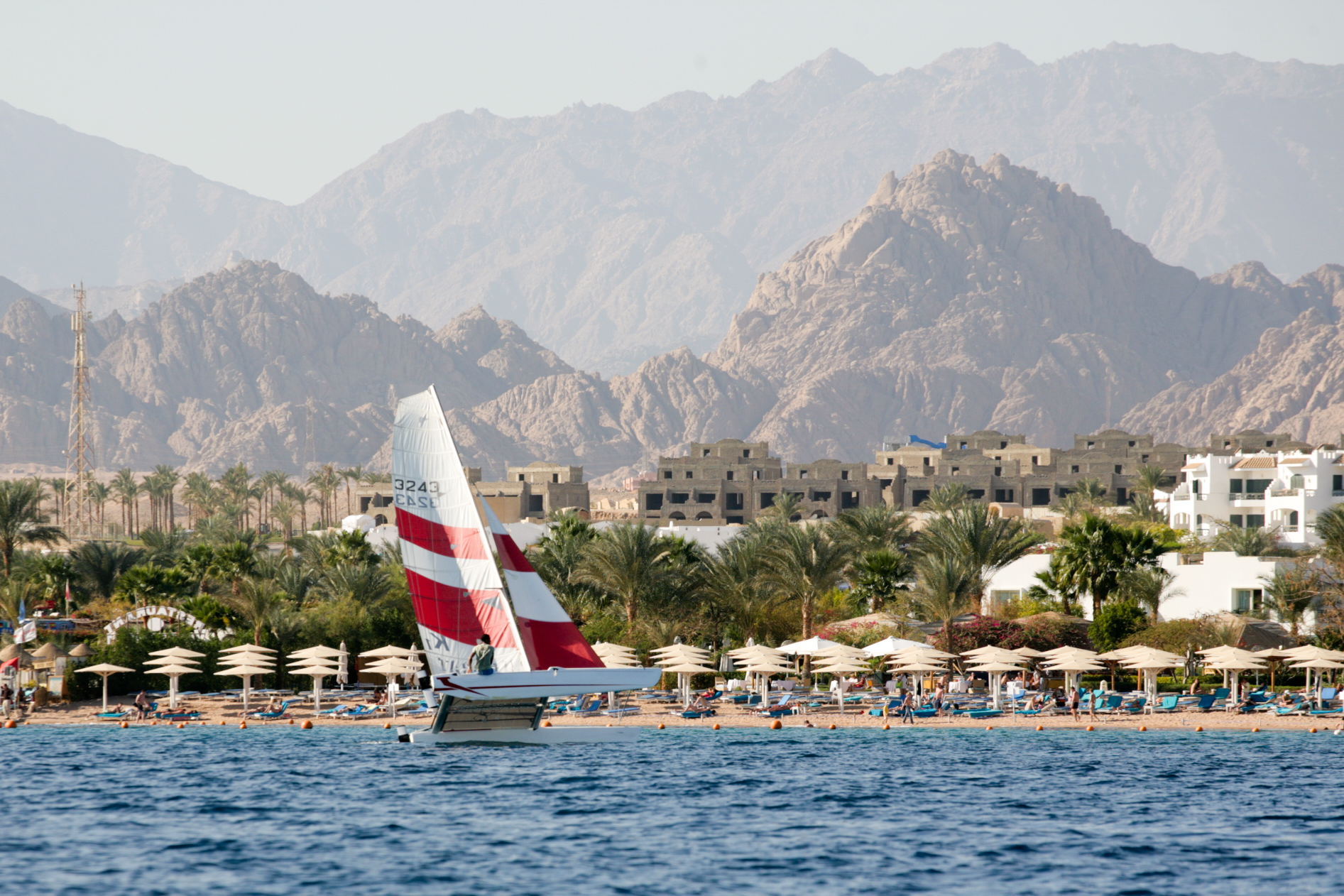
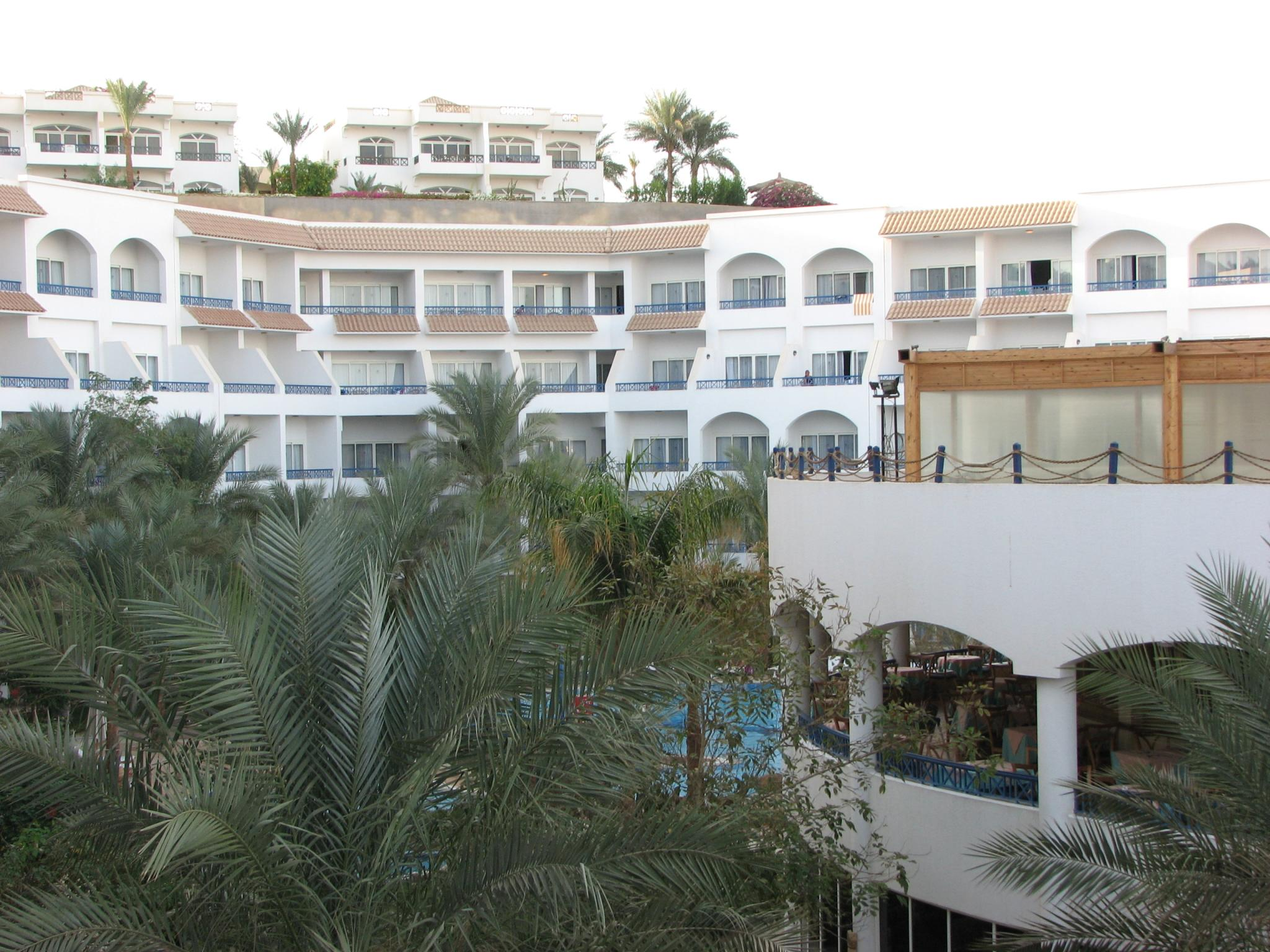
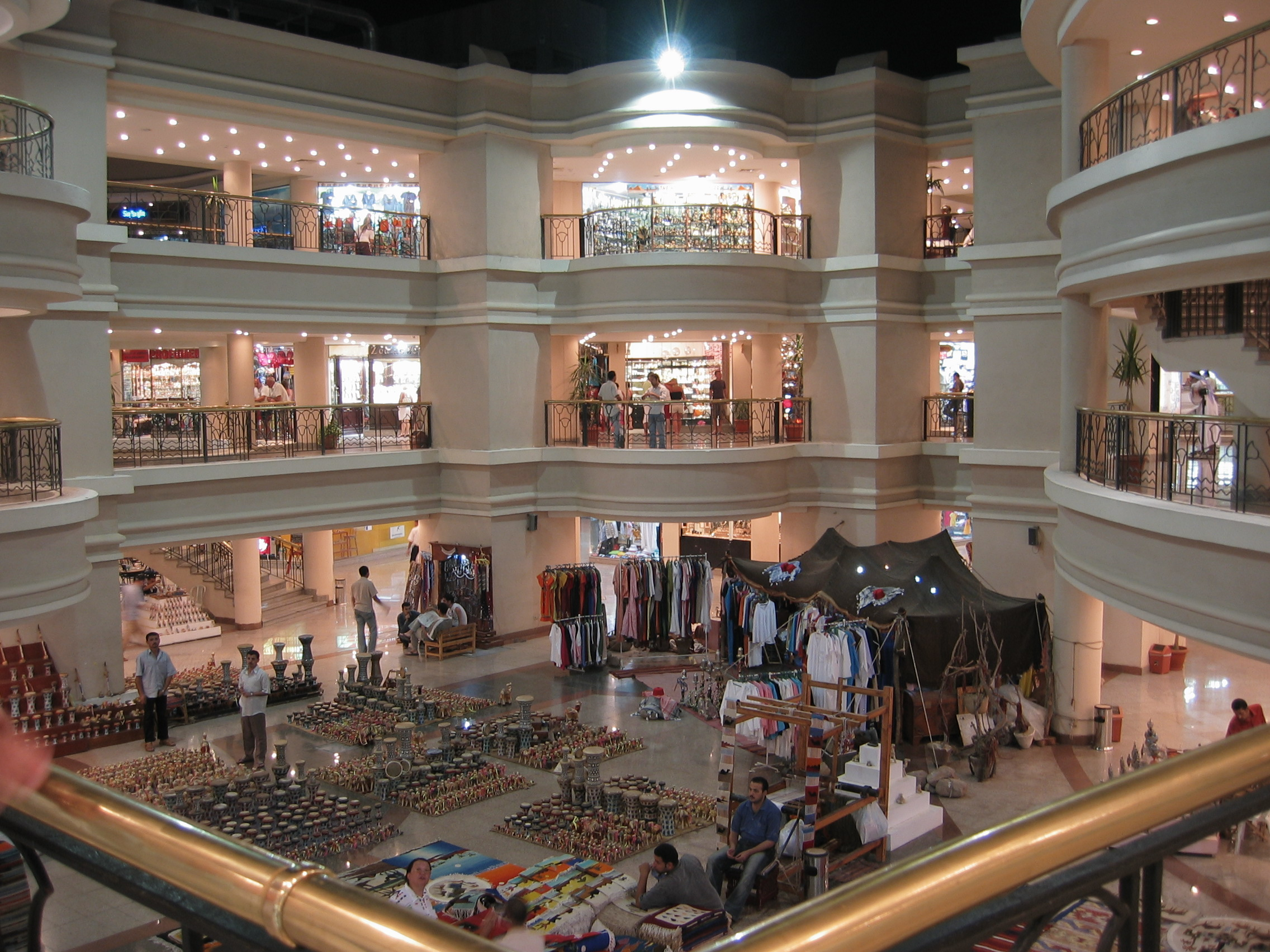
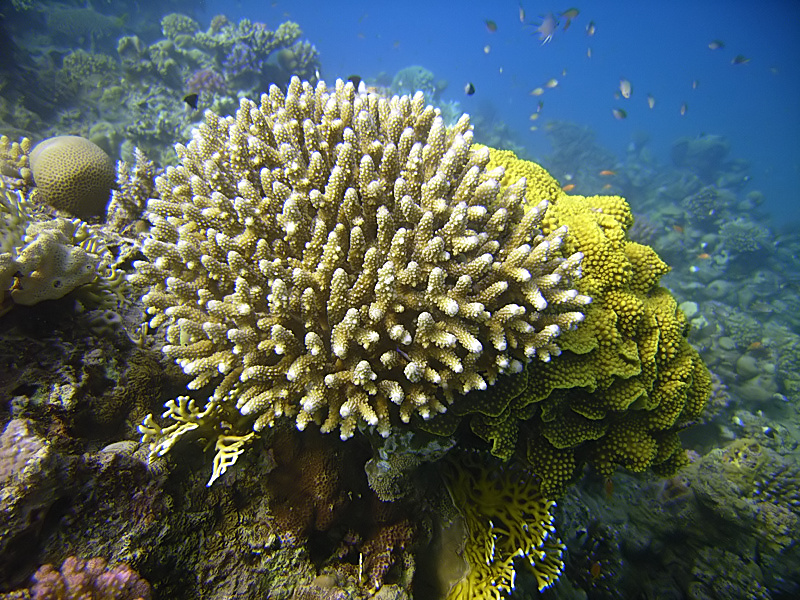
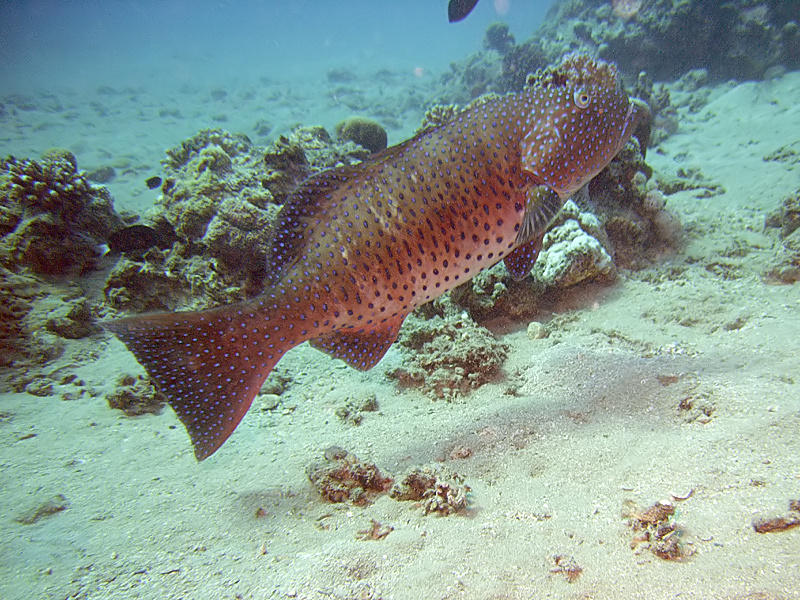
Plectropomus truncatus